# وجه قصي ضلعي
الوجه القصي الضلعي للقلب أو الوجه الأمامي للقلب (بالإنجليزية:  Sternocostal surface of heart)‏ يتجه نحو الأمام والأعلى والأيسر. يكون محدبا في الجزء السفلي منه ويتألف بشكل أساسي من البطين الأيمن ويعترضه قرب الحافة اليسرى الثلم بين البطينات الأمامي ومن خلال تأمور يتصل مع الحواف الأمامية للرئتان وعظمة القص.